# Sächsische Akademie der Künste

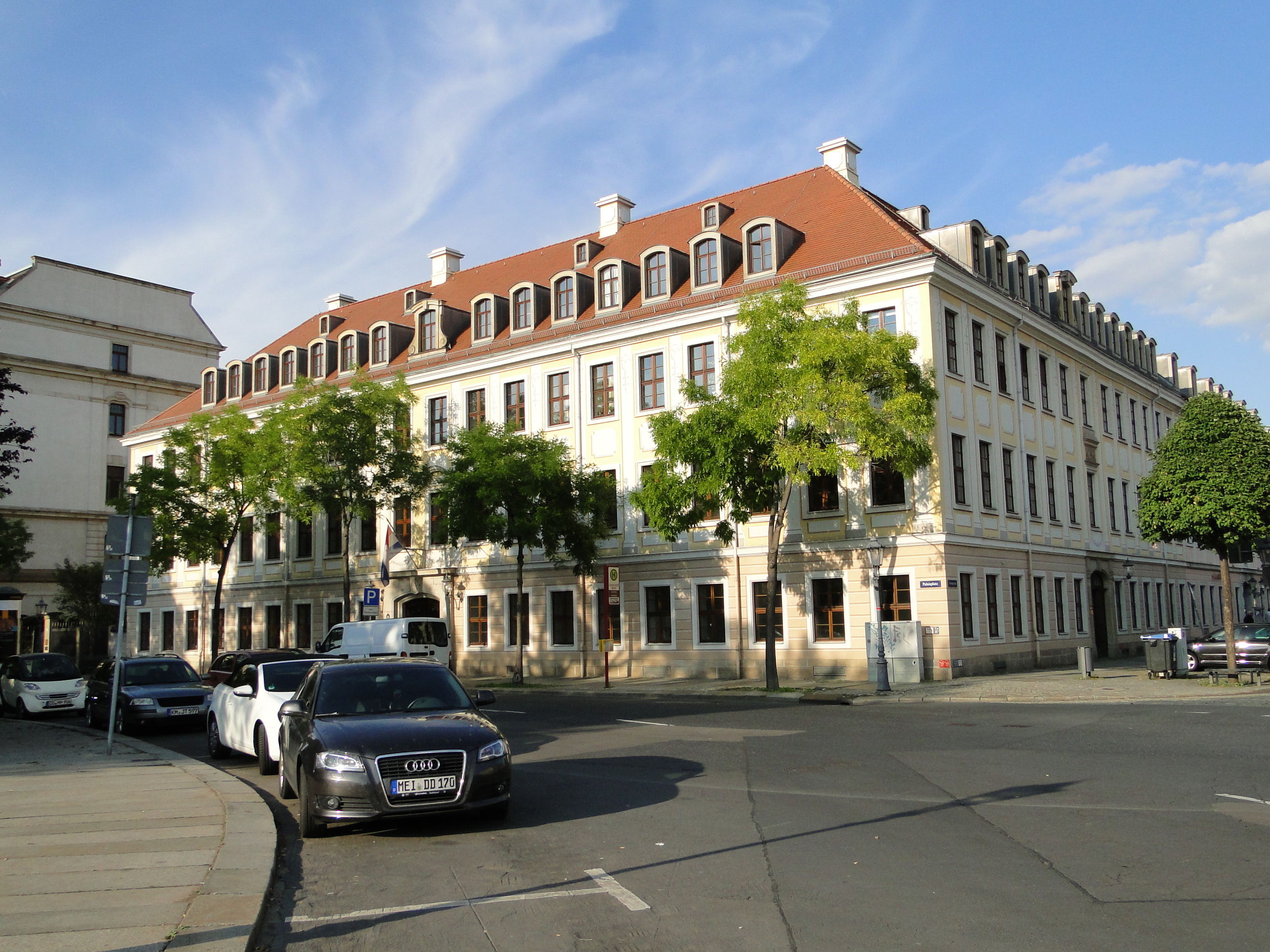
Sitz der Akademie am Palaisplatz 3 in Dresden, im September 2012

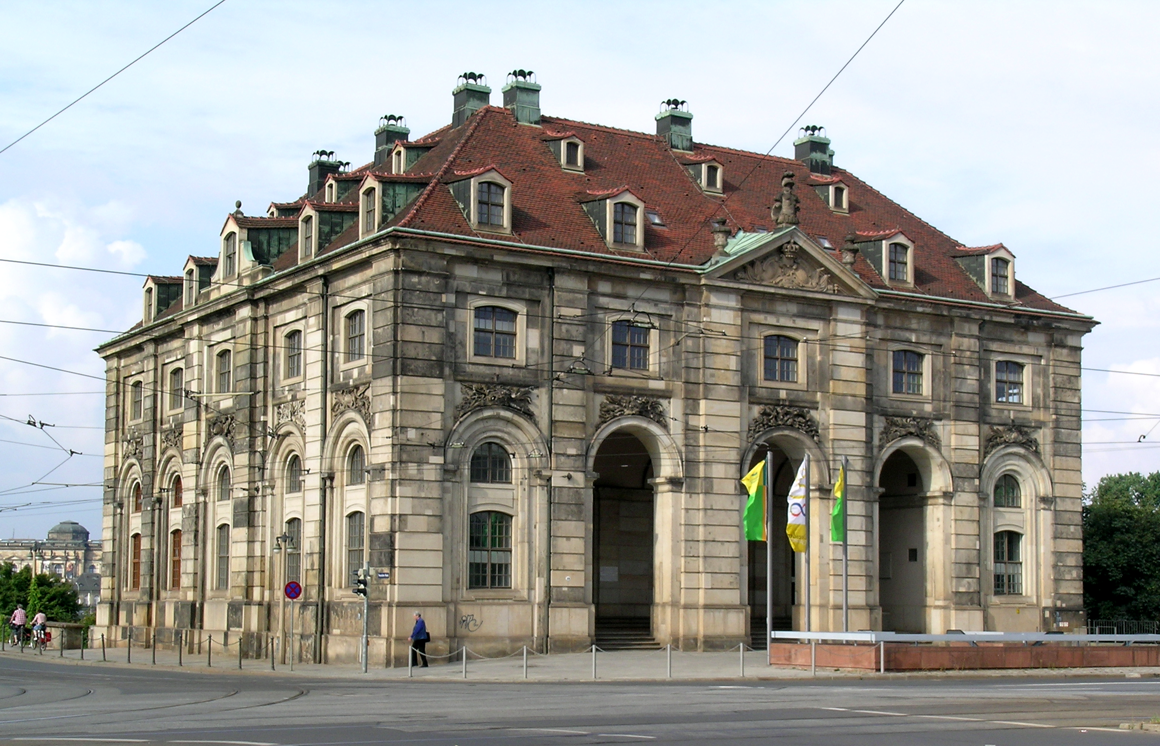
Ehemaliger Sitz der Akademie im Dresdner Blockhaus

Die Sächsische Akademie der Künste ist eine Künstlersozietät und vereinigt Künstler und Kunsttheoretiker aus dem In- und Ausland. Ihr Sitz ist Dresden.

## Aufgabe
Die Akademie ist eine Körperschaft öffentlichen Rechts und hat als Einrichtung des Freistaates Sachsen die Aufgabe, „die Kunst zu fördern, Vorschläge zu ihrer Förderung zu machen und die Überlieferungen des sächsischen Kulturraums zu pflegen“ (Gründungsgesetz von 1994). Sie spricht aus eigenständiger Verantwortung und entfaltet öffentliche Wirksamkeit. Sie bestimmt sich in ihrer Satzung als eine Gemeinschaft von Künstlern und Kunsttheoretikern, die Freiheit und Anspruch der Kunst gegenüber Staat und Gesellschaft vertritt und die Öffentlichkeit mit wichtigen künstlerischen Leistungen der Zeit bekannt macht.
Die Sächsische Akademie der Künste folgt in ihrer Tätigkeit den beiden Leitgedanken, die mit ihrer Entstehung verbunden waren. In der territorialen Mitte zwischen ihren Schwester-Akademien in Berlin und München gelegen, ist es ihre Aufgabe, den geistigen und künstlerischen Reichtum des mitteldeutschen Kulturraums zu verlebendigen und sich zugleich den neuen Aufgaben zu stellen, die mit dem demografischen, sozialen und kulturellen Wandel verbunden sind. Aus der unmittelbaren Nachbarschaft zu den neuen Mitgliedsstaaten der Europäischen Union und aus der historischen Rolle Sachsens im mittel- und osteuropäischen Kulturraum ergibt sich für die Sächsische Akademie der Künste die Aufgabe, die Demokratisierung dieser Länder und den europäischen Einigungsprozess kulturell und künstlerisch zu begleiten.
Von 2005 bis 2011 richtete sie in Zusammenarbeit mit dem Mitteleuropazentrum der Technischen Universität Dresden die Chamisso-Poetikdozentur aus. Der Chamisso-Preis Dresden wurde 2017 neu gestiftet und wird von dem gemeinnützigen Verein Bildung und Gesellschaft e. V. / Dresden gemeinsam mit der Sächsischen Akademie der Künste verliehen.
Im Juni 2014 setzte sich die Akademie für die Freilassung des ukrainischen Filmregisseurs Oleg Sentsov ein. Im September 2024 unterstützte die Akademie den offenen Brief für den russischen Komponisten Vladimir Tarnopolski, für den ein dauerhaftes Bleiberecht in Deutschland gefordert wurde.

## Geschichte
Die Akademie ist die jüngste von drei auf Länderbasis in Deutschland bestehenden Fünf-Klassen-Kunstakademien. Die Initiative zur Gründung der Sächsischen Akademie der Künste ging von einem Gründerkreis aus, dem nach 1990 unter anderem der Publizist und Essayist Friedrich Dieckmann, der Bildhauer Wieland Förster, der Musiker Ludwig Güttler, der Schauspieler Friedrich-Wilhelm Junge und der Kunsthistoriker Werner Schmidt angehörten. Nach Ausarbeitung von Gründungsgesetz und Satzung verabschiedete der Sächsische Landtag am 27. Mai 1994 das Gesetz über die Errichtung der Sächsischen Akademie der Künste. Am 23. Januar 1996 berief der sächsische Ministerpräsident Kurt Biedenkopf in einer Festveranstaltung im Böttger-Saal des Dresdner Zwingers 30 Gründungsmitglieder. Diese trafen sich am 29. Februar 1996 im sächsischen Landesamt für Denkmalpflege zu ihrer Gründungsversammlung, auf der der Satzungsentwurf diskutiert und weitere 31 Mitglieder hinzugewählt wurden. Mit der Verabschiedung der Satzung und der Besetzung von Präsidial- und Senatsfunktionen auf einer weiteren konstituierenden Versammlung am 6. Mai 1996 war der Gründungsprozess abgeschlossen.
Die Sächsische Akademie der Künste ist Mitglied im KlangNetz Dresden.

## Mitglieder
Die Sächsische Akademie der Künste vereinigt Ordentliche Mitglieder, Korrespondierende Mitglieder und Ehrenmitglieder aus dem In- und Ausland. Zu Mitgliedern können Künstler und Kunsttheoretiker gewählt werden, die sich durch ihr Werk in besonderer Weise ausgezeichnet haben und die durch Herkunft oder Wirksamkeit mit dem sächsischen Kulturraum verbunden sind. Diese werden von den Klassen der Akademie in geheimer Wahl nominiert und der Mitgliederversammlung zur Wahl vorgeschlagen. Vom Senat können der Mitgliederversammlung zudem Ehrenmitglieder zur Wahl vorgeschlagen werden. Selbstbewerbungen sind ausgeschlossen.
Im November 2024 gehörten der Sächsischen Akademie der Künste 193 Mitglieder aus dem In- und Ausland an.

## Aufbau
Die Arbeit der Mitglieder gestaltet sich in den Klassen und wird vom Senat koordiniert
- Baukunst, geleitet von Thomas Will, Stellvertreterin Irene Lohaus
- Bildende Kunst, geleitet von Andreas Rost, Stellvertreter Wolfgang Ullrich
- Darstellende Kunst und Film, geleitet von Michael Heinicke, Stellvertreter Wolfgang Schaller
- Literatur und Sprachpflege, geleitet von Friedrich Dieckmann, Stellvertreter Steffen Mensching
- Musik, geleitet von Franz Martin Olbrisch, Stellvertreterin Regine Elzenheimer

Die Akademie hatte bis 2013 ihren Sitz im sogenannten Blockhaus in Dresden. Da der Freistaat im Juni 2013 entstandene Flutschäden nicht behob, befindet sich die Geschäftsstelle der Akademie seit 2014 im nahegelegenen Palaisplatz 3, 01097 Dresden. Organe der Akademie sind der Präsident, der Senat, der sich aus den Sekretären der fünf Klassen, dem Präsidenten und Vizepräsidenten zusammensetzt, und die einmal jährlich tagende Mitgliederversammlung. Die organisatorischen Aufgaben nimmt eine Geschäftsstelle wahr; Präsidialsekretär ist Klaus Michael.

### Präsidenten
- 1996–2002: Werner Schmidt, Stellvertreter Friedrich Dieckmann
- 2002–2008: Ingo Zimmermann, Stellvertreter Dieter Görne
- 2008–2011: Udo Zimmermann, Stellvertreter Peter Gosse
- 2011–2014: Peter Gülke, Stellvertreter Wilfried Krätzschmar
- 2014–2017: Wilfried Krätzschmar, Stellvertreter ab Oktober 2015 Franz Martin Olbrisch
- 2017–2021: Holk Freytag, Stellvertreter ab 2019 Jörg Bochow
- seit 2021: Wolfgang Holler[6], Stellvertreter ab 2022 Ekkehard Klemm[7]

## Preise

### Hans Theo Richter-Preis
Der Hans Theo Richter-Preis für Graphik und Zeichnung wird in der Regel alle zwei Jahre verliehen. Der von der Witwe Hans Theo Richters gestiftete Preis der Sächsischen Akademie der Künste wird für besondere Leistungen in der Grafik und Zeichnung vergeben und ist mit 20.000 Euro dotiert.
Der erste Preisträger, Max Uhlig, wurde von Hildegard Richter bestimmt, die folgenden Preisträger durch Entscheid einer Jury, bestehend aus Mitgliedern der Klasse Bildende Kunst der Sächsischen Akademie der Künste, dem Vorstand der Hildegard und Hans Theo Richter-Stiftung und dem Direktor des Kupferstich-Kabinettes der Staatlichen Kunstsammlungen Dresden.
Preisträger sind
- 1998: Max Uhlig, Dresden
- 1999: Jiří Kolář, Prag
- 2000: Paula Ribariu, Bukarest und Werner Wittig, Radebeul
- 2001: Peter Graf, Dresden
- 2003: Thomas Ranft, Chemnitz
- 2005: Lutz Fleischer, Dresden
- 2007: Wolfram Adalbert Scheffler, Berlin
- 2010: Dieter Goltzsche, Berlin
- 2012: Hanns Schimansky, Berlin
- 2014: Claus Weidensdorfer, Radebeul
- 2017: Marlene Dumas, Kapstadt/Amsterdam
- 2023: Rikuo Ueda, Japan

### Gottfried Semper-Architekturpreis
Mit dem Gottfried-Semper-Architekturpreis wird eine international anerkannte Architektenpersönlichkeit gewürdigt, deren Werk sich durch besondere Qualitäten nachhaltigen Bauens auszeichnet. Bei der Beurteilung werden daher insbesondere Aspekte der Architekturqualität, der städtebaulichen Einbindung, des Landschaftsbezugs sowie des klima-, ressourcen- und flächenschonenden Bauens berücksichtigt.
Der Preis wird seit 2007 in der Regel alle zwei Jahre von der Sächsischen Akademie der Künste mit der Sächsischen Landesstiftung Natur und Umwelt (LaNU) und Vattenfall Europe Mining & Generation (Stifter) vergeben und ist undotiert.
Die bisherigen Preisträger sind:
- 2007: Erich Schneider-Wessling
- 2009: Günter Pfeifer
- 2011: Frank Zimmermann
- 2013: Louisa Hutton und Matthias Sauerbruch[8]
- 2015: Undine Giseke
- 2019: Christoph Ingenhoven[9]
- 2022: Florian Nagler
- 2024: Roger Boltshauser

## Publikationen
- Labor der Moderne. Nachkriegsarchitektur in Europa. Herausgegeben von der Sächsischen Akademie der Künste. Dresden 2014. ISBN 978-3-934367-23-4.
- Gottfried Semper Architekturpreis. Louisa Hutton und Matthias Sauerbruch. Herausgegeben von der Sächsischen Akademie der Künste und der Sächsischen Landesstiftung Natur und Umwelt. Dresden 2014. ISBN 978-3-934367-22-7.
- Landschaftsarchitektur. Neue Positionen. Herausgegeben von der Sächsischen Akademie der Künste, der Sächsischen Landesstiftung Natur und Umwelt und dem Stadtplanungsamt der Landeshauptstadt Dresden. Dresden 2013. ISBN 978-3-934367-21-0.
- Gegen den Strom und mit der Zeit. Zum 15-jährigen Bestehen der Sächsischen Akademie der Künste. Herausgegeben von Peter Gülke. Dresden 2011.
- Kunst im Werden. Skizzen, Projekte und Arbeitsbücher. Herausgegeben von der Sächsischen Akademie der Künste und der Sächsischen Landesbibliothek – Staats- und Universitätsbibliothek Dresden. Dresden 2011.
- Gottfried Semper Architekturpreis. Günter Pfeifer. Herausgegeben von der Sächsischen Akademie der Künste und der Sächsischen Landesstiftung Natur und Umwelt. Dresden 2010. ISBN 978-3-934367-18-0.
- Jahrbuch der Sächsischen Akademie der Künste 2007-2008. Herausgegeben von Udo Zimmermann. Dresden 2009. ISBN 978-3-934367-17-3.
- Historisch contra Modern. Erfindung oder Rekonstruktion der historischen Stadt am Beispiel des Dresdner Neumarktes. Herausgegeben von der Sächsischen Akademie der Künste und dem Stadtplanungsamt der Landeshauptstadt Dresden. Dresden 2008. ISBN 978-3-934367-16-6.
- Baukunst und Umwelt. Herausgegeben von der Sächsischen Akademie der Künste und der Sächsischen Landesstiftung Natur und Umwelt. Dresden 2008. ISBN 978-3-934367-15-9.
- Dresden als europäische Kunststadt: Erkundungen – Einblicke – Sichtweisen. Herausgegeben von Ingo Zimmermann. Landeshauptstadt Dresden und Sächsische Akademie der Künste. Dresden 2007. ISBN 3-937602-96-8.
- Dichter und Maler über Kunst und Natur. Herausgegeben von der Sächsischen Akademie der Künste und der Sächsischen Landesstiftung Natur und Umwelt. Dresden 2006. ISBN 3-934367-13-5.
- Jahrbuch der Sächsischen Akademie der Künste 2003-2005. Herausgegeben von Ingo Zimmermann. Dresden 2005. ISBN 3-934367-12-7.
- Stadtumbau Ost. Superumbau Hoyerswerda. Herausgegeben von der Sächsischen Akademie der Künste. Dresden 2005. ISBN 3-934367-07-0.
- Tradition und Zukunft der Moderne. Architektur und Stadtentwicklung in Brünn und Leipzig. Herausgegeben von der Sächsischen Akademie der Künste. Dresden 2005. ISBN 3-934367-08-9.
- Architektur und Städtebau der Nachkriegsmoderne in Dresden. Herausgegeben von der Sächsischen Akademie der Künste. ISBN 3-934367-11-9.
- Immer wieder: Neue Zeiten. Zeitenwenden und Zeitenbrüche in der Literatur des östlichen Mitteleuropas nach 1990. Herausgegeben von Klaus Michael. Sächsische Akademie der Künste. Dresden 2003. ISBN 3-934367-10-0.
- Jahrbuch der Sächsischen Akademie der Künste. 2001–2002. Herausgegeben von Ingo Zimmermann. Dresden 2003. ISBN 3-934367-09-7.
- Klassentreffen. Zum 40. Bühnenjubiläum der Schauspielklasse 1957–1960 an der Theaterhochschule Leipzig. Beiträge von Ingrid Föhr, Friedrich Wilhelm Junge, Siegfried Kellermann, Volkmar Kleinert, Thomas Langhoff, Klaus Martin und Hannelore Seezen. Herausgegeben von der Sächsischen Akademie der Künste. Sonderbeilage zur Zeitschrift Theater der Zeit, Berlin April 2001.
- Atelier Neumarkt Dresden 2000. Veranstaltet vom Dezernat Stadtentwicklung und Bau der Landeshauptstadt Dresden unter der Schirmherrschaft der Sächsischen Akademie der Künste. Herausgegeben von der Landeshauptstadt Dresden, Stadtplanungsamt. Dresden 2001.
- Jahrbuch der Sächsischen Akademie der Künste. 1999–2000. Herausgegeben von Werner Schmidt. Dresden 2001. ISBN 3-934367-06-2.
- Jahrbuch der Sächsischen Akademie der Künste. 1996–1997–1998. Herausgegeben von Werner Schmidt. Dresden 2000. ISBN 3-934367-03-8.
- Dresden. Stadtplanung und Stadtentwicklung in der Kernstadt Dresden. Herausgegeben von Klaus Michael. Sächsische Akademie der Künste. Dresden 2000. ISBN 3-934367-05-4.
- Gotthard Graubner. Malerei und Zeichnung. Herausgegeben von Werner Schmidt. Sächsische Akademie der Künste. Dresden 2000. ISBN 3-934367-04-6.
- Leipzig. Probleme der Stadtentwicklung unter besonderer Berücksichtigung des EXPO-Standortes Leipzig-Plagwitz. Herausgegeben von Klaus Michael. Sächsische Akademie der Künste. Dresden 1999. ISBN 3-934367-01-1.
- Freiberg. Probleme der Stadtentwicklung. Herausgegeben von der Sächsischen Akademie der Künste. Herausgegeben von Klaus Michael. Dresden 1999. ISBN 3-934367-02-X.
- Bautzen. Probleme der Stadtentwicklung. Herausgegeben von Helmut Trauzettel, Klaus Michael. Sächsische Akademie der Künste. Dresden 1999. ISBN 3-934367-00-3.
- Gleichnisse. Johann Wolfgang von Goethe zum 250. Geburtstag gewidmet von Mitgliedern der Sächsischen Akademie der Künste. Graphik-Edition in 50 Exemplaren mit 30 signierten und nummerierten Blättern. 20 Verkaufsexemplare und 30 Autorenexemplare. (Graphiken und Drucke u. a. von Wieland Förster, Eberhard Göschel, Gotthard Graubner, Peter Herrmann, Gerda Lepke, Walter Libuda, Ulrich Lindner, Thea Richter, Strawalde, Max Uhlig) Herausgegeben von Werner Schmidt im Auftrag der Sächsischen Akademie der Künste. Dresden 1999.
- Chemnitz. Karl-Marx-Stadt. Chemnitz. Erste Tagung der Sächsischen Akademie der Künste, Abteilung Baukunst, zu Problemen der Chemnitzer Stadtplanung und Stadtgestaltung. Herausgegeben vom Dezernat Stadtentwicklung und Bauordnung. Chemnitz 1996.